# Micheline Lannoy
Micheline Lannoy, född 31 januari 1925 i Bryssel, död 18 mars 2023, var en belgisk konståkare som tävlade i paråkning.
Lannoy var efter andra världskriget framgångsrik i paråkning tillsammans med Pierre Baugniet. Paret deltog vid den första internationella tävlingen i paråkning efter kriget som var Europamästerskapen 1947 i Davos och vann guldmedaljen. Samma år blev de i Stockholm världsmästare i paråkning. Den största meriten för paret är vinsten av guldmedaljen vid de olympiska vinterspelen 1948 i St. Moritz. Kort innan paret avslutade idrottskarriären blev de världsmästare 1948 i Davos. Lannoy flyttade senare till Kanada.